# Église Notre-Dame-des-Airs de Saint-Cloud
L’église Notre-Dame-des-Airs de Saint-Cloud dans les Hauts-de-Seine est une église paroissiale affectée au culte catholique. Elle est située avenue Alfred-Belmontet.

## Histoire
Cet édifice est construit entre 1913 et 1919 par l'architecte Georges Benezech.
Il s'agissait tout d'abord d'une chapelle, devenue paroisse le 30 septembre 1951.
Le cardinal Léon Amette, lors de sa bénédiction, dira que cette église va « appeler spécialement la protection de la Reine du Ciel sur les vaillants aviateurs qui sillonnent souvent les airs dans cette région ».
Elle redevient une chapelle le 16 mars 2009, puis son territoire est intégré à la paroisse de Saint-Cloud.
En 2019, son centenaire est célébré par Mgr Rougé, évêque de Nanterre.

## Description
C'est un édifice, en pierre et en bois, de style anglo-normand.
Cette église est ornée de vitraux réalisés par Ludovic Alleaume.